# Harriet McIlquham
Harriet McIlquham (née Medley ; 8 août 1837 – 24 janvier 1910), également connue sous le nom de Harriett McIlquham, est une suffragette anglaise.

## Biographie
Harriet Medley est née à Brick Lane, Londres, fille d'Edward Medley (boulanger) et d'Harriet Sanders Medley. Harriet Medley épouse James Henry McIlquham en 1858. Ils ont quatre enfants et vivent dans le Gloucestershire.
Elle devient membre de la Manchester Society for Women's Suffrage en 1877. Elle est également membre de la Bristol and West of England Society for Women's Suffrage. En 1881, elle co-organise la Grande Démonstration de Birmingham avec Maria Colby et prend la parole lors de la manifestation de Bradford. En 1889, elle est membre de la Central National Society et cofonde la Women's Franchise League avec Alice Cliff Scatcherd (en) et Elizabeth Clarke Wolstenholme-Elmy, et est la première présidente de la ligue,.
Elle cofonde la Women's Emancipation Union en 1892 et siège au conseil de cette organisation. Elle est également membre de la branche de Cheltenham de l'Union nationale des sociétés de droit de vote des femmes, mais travaille et fait aussi des dons à l'Union sociale et politique des femmes.
McIlquham est élue gardienne des pauvres pour Boddlington en 1881, la première femme mariée élue à ce poste.
Ses qualifications sont remises en question, mais comme elle détient également des biens en son propre nom, la contestation échoue. Elle expose cette expérience dans son militantisme ultérieur, en s'intéressant particulièrement aux droits politiques des femmes mariées. Elle devient également surveillante de la paroisse de Staverton et première présidente du conseil paroissial de Staverton, entre autres fonctions locales.
McIlquham publie des brochures basées sur ses conférences, parmi lesquelles « L'émancipation des femmes : un droit ancien, un besoin moderne » en 1892. Elle écrit également une série d'essais sur l'histoire du féminisme pour la Westminster Review,.
Elle est décédée en 1910, à l'âge de 72 ans, quelques heures seulement après la lecture de son article sur le poète Robert Williams Buchanan (en) à la Cheltenham Ethical Society. Sa tombe se trouve dans le cimetière de l'Abbaye de Tewkesbury.
Les articles d'Harriet McIlquham sont archivés dans la Women's Library.